# Université de sciences appliquées de Mayence

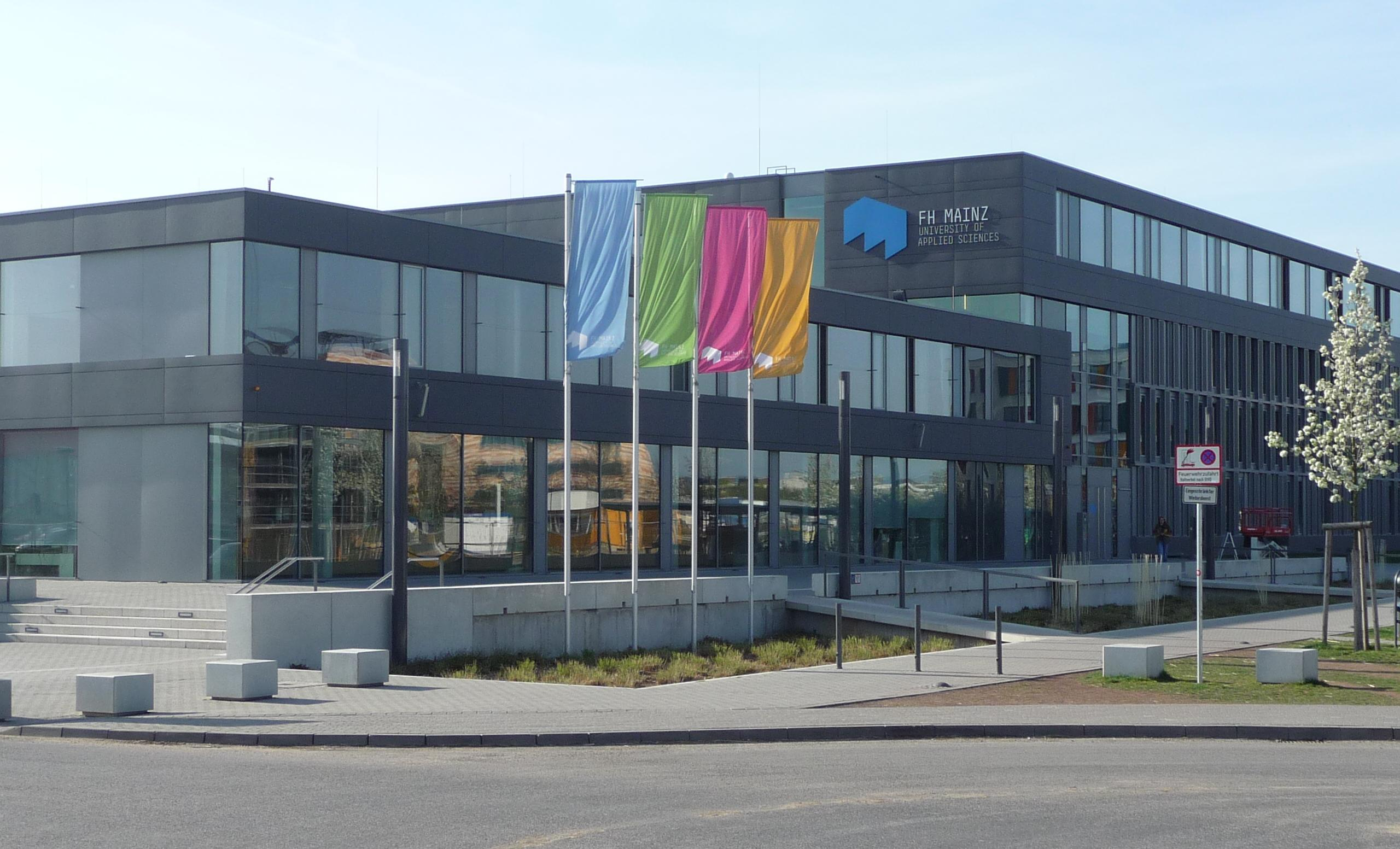
Des bâtiments

La Hochschule Mainz - Université des sciences appliquées est une université des sciences appliquées (HAW) dans le Land de Rhénanie-Palatinat. Jusqu'en 2017, le nom était Fachhochschule Mainz. Avec l'université Johannes Gutenberg et l'université catholique, elle est l'une des trois universités publiques de la capitale du Land, Mayence. L'université des sciences appliquées de Mayence est répartie sur cinq sites. Elle coopère avec plus de 600 entreprises dans le cadre de ses programmes d'études professionnels et intégrés à la formation et entretient des relations de partenariat avec environ 90 universités du monde entier dans le cadre de programmes d'échanges spéciaux.
Les programmes d'études proposés comprennent des programmes de bachelor et de master dans la forme classique (à temps plein) ainsi que des programmes de diplôme intégrés à la profession, en alternance ou à temps partiel. En outre, l'université propose de nombreux programmes de maîtrise de formation continue pour les professionnels en activité.
Au semestre d'été 2021, environ 5 700 étudiants étaient inscrits à l'université des sciences appliquées de Mayence.
Susanne Weissman est présidente de l'université des sciences appliquées de Mayence depuis mars 2020.